# Comuna Bulbucata, Giurgiu
Bulbucata este o comună în județul Giurgiu, Muntenia, România, formată din satele Bulbucata (reședința), Coteni, Făcău și Teișori.

## Așezare
Comuna se află în zona central-vestică a județului, pe malurile Neajlovului. Este străbătută de șoseaua județeană DJ411, care o leagă spre nord-vest de Clejani (unde se termină în DN61) și spre sud-est de Iepurești (unde se intersectează cu DN6), Singureni, Călugăreni (unde se intersectează cu DN5), Comana (unde începe un traseu comun cu DN5A până la Hotarele) și mai departe în județul Călărași la Radovanu și Chirnogi (unde se termină în DN41).

## Demografie
Componența etnică a comunei Bulbucata
     Români (91,33%)
     Alte etnii (0,24%)
     Necunoscută (8,42%)
Componența confesională a comunei Bulbucata
     Ortodocși (90,36%)
     Alte religii (0,97%)
     Necunoscută (8,67%)
Conform recensământului efectuat în 2021, populația comunei Bulbucata se ridică la 1.650 de locuitori, în creștere față de recensământul anterior din 2011, când fuseseră înregistrați 1.591 de locuitori. Majoritatea locuitorilor sunt români (91,33%), iar pentru 8,42% nu se cunoaște apartenența etnică. Din punct de vedere confesional, majoritatea locuitorilor sunt ortodocși (90,36%), iar pentru 8,67% nu se cunoaște apartenența confesională.

## Politică și administrație
Comuna Bulbucata este administrată de un primar și un consiliu local compus din 9 consilieri. Primarul, Iulian Andrei[*], de la Partidul Național Liberal, este în funcție din 1 noiembrie 2024. Începând cu alegerile locale din 2024, consiliul local are următoarea componență pe partide politice:
|  | Partid                    | Consilieri | Componența Consiliului | Componența Consiliului | Componența Consiliului | Componența Consiliului | Componența Consiliului | Componența Consiliului | Componența Consiliului | Componența Consiliului | Componența Consiliului |
|  | ------------------------- | ---------- | ---------------------- | ---------------------- | ---------------------- | ---------------------- | ---------------------- | ---------------------- | ---------------------- | ---------------------- | ---------------------- |
|  | Partidul Național Liberal | 9          |                        |                        |                        |                        |                        |                        |                        |                        |                        |

## Istorie
La sfârșitul secolului al XIX-lea, comuna făcea parte din plasa Neajlov a județului Vlașca și era formată din cătunele Bulbucata (Velea), Făcăul și Găstești-Coteni, având în total 1455 de locuitori. În comună existau o moară cu turbine pe Neajlov, trei biserici și o școală cu 51 de elevi (dintre care o singură fată). Anuarul Socec din 1925 o consemnează în plasa Argeșul a aceluiași județ, având 2540 de locuitori în satele Bulbucata, Găureni și Velea, după ce satul Făcăul a trecut la comuna Gorneni.
În 1950, comuna a fost transferată raionului Mihăilești și în 1952 raionului Drăgănești-Vlașca din regiunea București. Satul Găureni a primit în 1964 denumirea de Teișori. În 1968, comuna a primit înapoi satul Făcău și a trecut la județul Ilfov; tot atunci, satul Velea a fost desființat și comasat cu satul Bulbucata. În 1981, o reorganizare administrativă regională a dus la transferarea comunei la județul Giurgiu.

## Monumente istorice
Șapte obiective din comuna Bulbucata sunt incluse în lista monumentelor istorice din județul Giurgiu ca monumente de interes local, toate aflate în satul Bulbucata și clasificate ca monumente de arhitectură: școala veche (1882), astăzi Muzeul Nichifor Crainic; grădinița (1882); primăria (1888); biserica „Sfântul Gheorghe” (1860); biserica „Sfântul Ștefan” (1860); conacul Voinea (1921–1940), astăzi secție a Institutului Pasteur; și moara cu turbine Voinea (1921–1940).

## Personalități
- Nichifor Crainic (1889 - 1972), scriitor, ziarist.
- Cosmin Liță (1925 - 2018), antrenor de handbal
- Ioana Cristea (n. 1931), interpretă de muzică populară